# Wenceslao Achával
Wenceslao Javier José Achával y Medina (Santiago del Estero, 26 de octubre de 1814 - San Juan, 25 de febrero de 1898) fue un sacerdote católico argentino del siglo XIX, cuarto obispo de San Juan de Cuyo.

## Biografía
Fray Jenuario José Wenceslao Achával y Medina, sacerdote franciscano. Hijo de Don José Manuel Achával y Doña Juliana Medina. Fue bautizado el día de su nacimiento el 26 de octubre de 1814, en la iglesia Catedral de Santiago del Estero, Ntra. Sra. del Carmen. Su familia era muy religiosa, y políticamente afín al Partido Federal. Se incorporó muy joven a la vida religiosa, y aún antes de ordenarse sacerdote, en 1831, ya era catedrático en el Colegio del Convento de San Pedro de Alcántara, en la Provincia de Catamarca.
Fue elegido diputado provincial de Catamarca en 1846, pero pronto regresó a Santiago del Estero. Se encargó de administrar los sacramentos al caudillo Juan Felipe Ibarra en su lecho de muerte. Huyó nuevamente a Catamarca cuando estalló la guerra civil que llevaría a Manuel Taboada al poder en su provincia natal.
Durante la década de 1850 fue profesor de teología en el seminario de la diócesis de Tucumán, situado en Catamarca; dos de sus alumnos llegaron a obispos, entre ellos Fray Mamerto Esquiú. Fue presidente de la asamblea constitucional de esa provincia y consejero de los gobernadores Octaviano Navarro y Samuel Molina.
En 1868 fue ordenado obispo de San Juan de Cuyo por el papa Pío IX. Asistió al Concilio Vaticano I.
Durante su mandato mejoró sustancialmente la disciplina de los eclesiásticos de su diócesis. Fundó el seminario de su diócesis, la Casa de Ejercicios Espirituales, el Cabildo catedralicio y el diario católico La Verdad.
En 1877 obtuvo un triunfo político al convencer a los dirigentes de una revolución provincial de deponer su actitud sin derramamiento de sangre.
Falleció en San Juan en febrero de 1898.